# Marcel Beima
Marcel Beima (Hurdegaryp, Tytsjerksteradiel, 25 d'octubre de 1983) va ser un ciclista neerlandès, que competí de 2002 a 2009.

## Palmarès
- 2007
  - 1r a la Volta a Düren
- 2008
  - Vencedor d'una etapa a la Volta a Lleida
- 2009
  - 1r al PWZ Zuidenveld Tour